# امامزاده یحیی (همدان)
امامزاده یحیی در همدان، بلوار مدنی، محله امامزاده یحیی واقع شده و این اثر در تاریخ ۲۵ اسفند ۱۳۷۹ با شمارهٔ ثبت ۳۲۴۹ به‌عنوان یکی از آثار ملی ایران به ثبت رسیده‌است.

## تاریخچه
بنای تاریخی، مذهبی امامزاده یحیی فاقد کتیبه تاریخی ساختمان و نام بانی می‌باشد با این حال طبق شواهد بقعه و صحن امامزاده یحیی طبق درخواست زبیده خانم دختر فتحعلی‌شاه از فرزندش، حسام الملک، ساخته شده‌است. قدیمی‌ترین تاریقهای مکتوب که در بنا مشاهده می‌شود، تاریخ ۱۳۰۶ ه‍.ق در ایوان آیینه‌کاری شده غربی می‌باشد، که سابقاً مدخل اصلی امامزاده بوده‌است.